# Herbert Rosinski
Herbert Rosinski (ur. 30 stycznia 1903 w Królewcu, zm. 27 lutego 1962 w Nowym Jorku) – amerykański teoretyk wojskowości pochodzenia niemieckiego, specjalizujący się w dziedzinie strategii wojny morskiej.

## Życiorys
Herbert Rosinski urodził się w Królewcu, w Prusach Wschodnich. Jego ojcem był Bernhard Rosinski, lekarz, profesor Uniwersytetu w Królewcu. Herbert studiował historię, archeologię i egiptologię na uniwersytetach w Tybindze, Królewcu i Berlinie. Uczestniczył w wykopaliskach w Grecji i Egipcie. W 1927 roku złożył egzamin na tłumacza języka japońskiego. Doktorat uzyskał w 1930 roku.
W pierwszej połowie lat 30. Herbert Rosinski kontynuował studia, prowadząc jednocześnie wykłady dla oficerów sztabu generalnego Reichsmarine. W 1934 roku ożenił się z Marie-Luise Tripp (rozwiedli się w 1949 roku). W 1935 roku, na mocy ustaw norymberskich (jego babka ze strony matki była Żydówką), został pozbawiony możliwości pracy naukowej. Rok później wyemigrował do Wielkiej Brytanii, gdzie w 1939 roku opublikował swoje dzieło: The German Army.
Po wybuchu II wojny światowej został, jako obywatel Niemiec, internowany. Po zwolnieniu w 1940 roku wyemigrował do Stanów Zjednoczonych, gdzie rozpoczął pracę naukową w Institute for Advanced Study w Princeton. W tym czasie publikował między innymi w Brassey's Naval Annual, „Yale Review”, „Military Affairs” oraz „The American Historical Review”. W 1942 roku wraz z Wernerem B. Ellingerem napisał Sea Power in the Pacific. W latach 1944–1945 pracował w rozgłośni Głos Ameryki jako analityk militarny i spiker. Pod koniec lat 40. wyjechał do Indii, gdzie prowadził wykłady dla wyższych oficerów armii, rozmawiał również z premierem Jawaharlalem Nehru (zapis tych rozmów został opublikowany przez Instytut Hoovera).
W 1953 roku Herbert Rosinski otrzymał obywatelstwo amerykańskie. W latach 50. wykładał w Naval War College w Newport, gdzie wspólnie z kontradmirałem Henrym E. Ecclesem pracował nad teorią strategii wojny morskiej. W latach 1951–1961 współpracował z Council on Foreign Relations. Zmarł na atak serca 27 lutego 1962 roku.
Publikacje
The German Army (1939)
Sea Power in the Pacific (1942, wspólnie z W. B. Ellingerem)
Power and Human Destiny (1965)
The Development of Naval Thought (1977, zbiór esejów z Brassey’s Naval Annual)